# 연성군 이곤 묘비
연성군 이곤 묘비는 대한민국 경기도 성남시 분당구 판교동에 있다. 2004년 10월 25일 성남시의 향토문화재 제6호로 지정되었다.

## 개요
이곤(1462~1524)은 중종대의 문신으로 본관은 연안(延安), 자는 자정(子靜), 호는 녹창(鹿窓)이다. 봉분 왼쪽에는 방부운수(方趺雲首) 양식의 높이 176cm의 묘표가 비신과 한 몸으로 이루어진 높이 48cm의 운수의 앞면에는 구름 속에 솟아 있는 둥근 태양 안에 날개를 높이 펴고 비상하는 삼족오(三足烏)의 모습을 장식하였고, 뒷면에는 구름 무늬를 역동적으로 조각하였다. 삼족오는 고대부터 태양을 상징하던 새로 고구려의 고분 벽화에서도 발견된다. 이 같은 양식의 묘표는 성남시에선 이곤 묘표가 유일하며, 타 지역에서도 1539년(중종 34) 건립된 남양주시의 박운(朴雲) 묘표와 1571년(선조 4) 건립된 변안열(邊安烈) 묘표에서만 확인되는 매우 희귀한 비석이다.